# Håkan Dahlby
Dan Anders Håkan Dahlby (ur. 15 września 1965 r. w Västerstadzie) – szwedzki strzelec specjalizujący się głównie w trapie podwójnym, srebrny medalista olimpijski z Londynu.

## Igrzyska olimpijskie
Na igrzyskach olimpijskich w 2004 roku w Atenach zajął piąte miejsce, przegrywając po dogrywce z Chińczykiem Hu Binyuan. Na następnych igrzyskach w Pekinie nie zdołał zakwalifikować się do finału, kończąc kwalifikacje na pozycji jedenastej. Cztery lata później w Londynie zdobył srebrny medal z wynikiem 186 punktów. Na igrzyskach w 2016 roku w Rio de Janeiro został sklasyfikowany na 18. pozycji.
| Igrzyska | Miejscowość    | Konkurencja   | Kwalifikacje | Kwalifikacje | Finał | Finał   |
| Igrzyska | Miejscowość    | Konkurencja   | Wynik        | Pozycja      | Wynik | Pozycja |
| -------- | -------------- | ------------- | ------------ | ------------ | ----- | ------- |
| IO 2004  | Ateny          | Trap podwójny | 138          | 2. Q         | 177   | 5.      |
| IO 2008  | Pekin          | Trap podwójny | 135          | 11.          | NQ    | NQ      |
| IO 2012  | Londyn         | Trap podwójny | 137          | 5. Q         | 186   | srebro  |
| IO 2016  | Rio de Janeiro | Trap podwójny | 125          | 18.          | NQ    | NQ      |